# Едмонд Нокард
Едмонд Нокард (фр. Edmond Nocard; 29 січня 1850, Провен, Сена і Марна, Франція — 2 серпня 1903, Сен-Морис, Валь-де-Марн, Іль-де-Франс, Франція) — французький ветеринар і мікробіолог.

## Біографія
Він вивчав ветеринарію в Національній ветеринарній школі міста Альфорт з 1868 по 1871 рік, після цього — на військовій службі з 1871 по 1873 рік.
З 1873 по 1878 рік він керував клінікою Національної ветеринарної школи. У 1876 році йому було доручено створити новий часопис «Les Archives Vétérinaires», де він опублікував велику кількість наукових статей з ветеринарної медицини, хірургії, гігієни та юриспруденції.
У 1878 році він пройшов публічний конкурс на посаду професора клінічної та хірургічної ветеринарної медицини у Національній ветеринарній школі. Серед його колишніх студентів, багато з яких стали відомими, зокрема Каміль Герен, співвідкривач БЦЖ.
У 1880 році він приєднався до Пастерівської лабораторії в Парижі як асистент. Допомагав Луї Пастеру і Емілю Ру в експериментах вакцинації тварин проти сибірки.

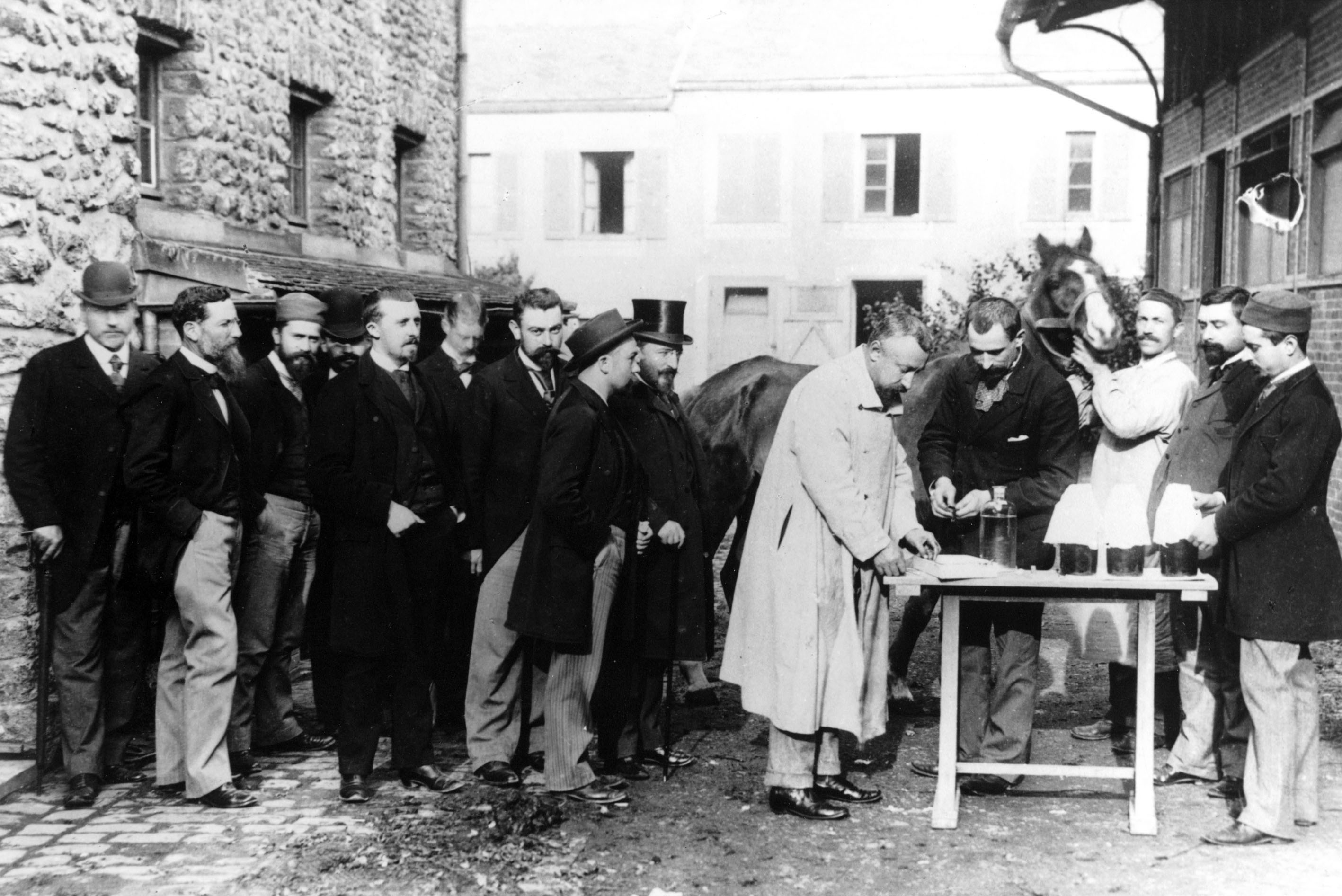
Професор Національної ветеринарної школи Едмонд Нокард (в світлому плащі) під час демонстрації дослідження сироватки крові, взятої від коня

У 1883 році він поїхав до Єгипту разом з Емілем Ру, щоб вивчити епідемію холери, не зумівши виділити збудника, що спричинив хворобу. Того ж року він повернувся в Мейсон-Алфорт, де створив добре обладнану дослідницьку лабораторію у тісній співпраці з Луї Пастером. Протягом наступних трьох років він продемонстрував свою велику майстерність у лабораторних роботах у новій науці того часу бактеріології, розробивши ряд нових методик, таких як методи відділення сироватки крові від крові, нові культуральні середовища для туберкульозного збудника, введення наркозу для великих тварин із застосуванням хлоралгідрату внутрішньовенно, а також методи боротьби з правцем.
Його науково-теоретичні досягнення були високо оцінені, у 1887 році Нокарда призначено директором Національної ветеринарної школи та завідувачем кафедри інфекційних хвороб. У 1888 році його запрошено стати членом першої редакційної комісії «Аннали Інституту Пастера». У 1895 році він став дійсним членом Інституту Пастера.
З 1892 по 1896 рік через низку повідомлень, конференцій, памфлетів та демонстрацій він намагався переконати лікарів та широку громадськість, що використання туберкуліну Роберта Коха може послужити основою для запобігання туберкульозу великої рогатої худоби. Він опублікував дослідження з туберкульозу великої рогатої худоби, де означив його небезпеку, зв'язок з класичним туберкульозом людини.
Основним внеском Нокарда в медицину було відкриття виду бактерій, який був названий на його честь Nocardia, представники якого спричинюють нокардіоз — захворювання, яке особливо проявляється у економічно важливих тварин, наприклад, у великої рогатої худоби, у яких він виявив перший вид нокардій, названий ним на початку Streptothrix farcinica. Нокардії також здатні спричинити захворювання у людини, особливо у хворих з імунодефіцитом (СНІД|ВІЛ-інфекція).
У галузі ветеринарної патології він виявив збудника, відповідального за ензоотичний мастит, Streptococcus agalactiae. Він також виявив мікроорганізм, який спричинює плевропневмонію великої рогатої худоби, і дослідив пситтакоз.
Його могила знаходиться на кладовищі міста Сен-Морис.

## Науковий доробок
- Nocard, Edmond I. E. — Exposé des titres et travaux scientifiques — Paris, A. Parent, A. Davy — 1886
- NOCARD, Roux, BORREL, SALIMBENI et DUJARDIN-BEAUMETZ. — Le microbe de la péripneumonie. Annales Inst. Paseur, 1898, 12, 24
- Notes sur l'actinomycose des animaux, impr. de A. Maulde (Paris) , 1892.
- Les Tuberculoses animales, leurs rapports avec la tuberculose humaine, G. Masson (Paris), 1895.
- «Épizooties», / Encyclopédie d'hygiène et de médecine publique. Tome deuxième: «Hygiène générale, hygiène alimentaire», directeur Dr Jules Rochard, Lecrosnier et Babé (Paris), 1890, p. 65-206, разом з Еммануелем Леклейншем.

## Нагороди
Нагороджений орденом Почесного легіону в ранзі офіцера.